# Apollon Limassol (femení)
El Apollon Limassol femení és la secció femenina del Apollon Limassol, un club de futbol de Limassol.
Juga a la Primera Divisió de Xipre, que ha dominat des del 2009 amb vuit títols consecutius. A la Lliga de Campions ha superat la fase prèvia en cinq ocasions; en totes cinq va caure als setzens de final. A la seva segona participació va eliminar l'Umeå IK, bicampió de la competició.

## Històric

### Palmarès
15 Lligues de Xipre
- 2009, 2010, 2011, 2012, 2013, 2014, 2015, 2016, 2017, 2019, 2021, 2022, 2023, 2024, 2025

8 Copes de Xipre
- 2008/09, 2009/10, 2010/11, 2011/12, 2012/13, 2013/14, 2014/15, 2015/16

6 Supercopes de Xipre
- 2008/09, 2009/10, 2010/11, 2012/13, 2013/14, 2014/15

### Trajectòria
| 09/10 | FK Rossiyanka      |                |
| 10/11 | Umeå IK            | Zvezda Perm    |
| 11/12 | Lehenda Chernihiv  | Sparta Praga   |
| 12/13 | Zhytlobud Kharkiv  | Sassari Torres |
| 13/14 | Union Nové Zámky   | SV Neulengbach |
| 14/15 | Vllaznia Shkodër   | Brøndby IF     |
| 15/16 | Stjarnan Gardabaer |                |
| 16/17 | PAOK Salónica      | Slavia Praga   |

- ¹ Fase de grups. Equip classificat pillor possicionat en cas d'eliminació o equip eliminat millor possicionat en cas de classificació.

| Primera divisió |  |  |  |  |  |  |  |  | 1 | 1 | 1 | 1 | 1 | 1 | 1 | 1 |